# Tapiravus
Tapiravus — викопний рід травоїдних ссавців, який був споріднений сучасним тапірам.